# Codex Nanianus
Il Codex Nanianus (Gregory-Aland: U o 030; Soden: ε 1027) è un manoscritto onciale in greco datato paleograficamente al IX secolo e contenente il testo dei quattro vangeli canonici.

## Descrizione
Il codice si compone di 291 spessi fogli di pergamena di 22,5 per 16,7 cm, contenenti un testo quasi completo dei quattro vangeli canonici. Scritta in due colonne per pagina, 21 righe per colonna.
Contiene Epistula ad Carpianum, tabelle di κεφαλαια, τιτλοι, immagini e abbonamenti.

## Critica testuale
Il testo del codice è rappresentativo del tipo testuale bizantino. Kurt Aland lo ha collocato nella Categoria V.

## Storia
Il nome del Codex è venuto dopo il suo ultimo proprietario Giovanni Nanni (Annio da Viterbo, 1432-1502). Il manoscritto è stato descritto e collazionato da Samuel Prideaux Tregelles e Konstantin von Tischendorf.
Il codice è conservato presso la Biblioteca nazionale Marciana (Gr. 354) a Venezia.